# Ungmennafélagið Stjarnan
L'Ungmennafélagið Stjarnan, meglio nota internazionalmente come Stjarnan, è una società polisportiva islandese con sede nella località di Garðabær.
Attualmente la sua sezione calcistica milita nel massimo campionato nazionale, ed ha ottenuto la promozione nella massima divisione dopo il campionato 1. deild karla 2008 concluso al secondo posto. Il suo stadio è lo Stjörnuvöllur che può ospitare circa 1.000 spettatori.
La squadra ha acquisito notorietà oltre i confini islandesi grazie alle complesse e stravaganti esultanze di gruppo, che vengono effettuate spesso dopo un gol segnato dai biancoblu.
Nei primi anni novanta del XX secolo ha avuto anche una sezione di football americano, che ha partecipato all'unica edizione del campionato islandese di questa disciplina, vincendola.

## Storia
Fondata nel 1960, la società è stata promossa in Úrvalsdeild (massimo campionato islandese) nel 2008. Nel 2009, alla prima avventura in massima serie, conclude il campionato al settimo posto mentre, l'anno successivo, al decimo. Nel 2011 arriva a ridosso della terza posizione (valida per un posto ai preliminari di UEFA Europa League), terminando la stagione al quarto posto. L'anno dopo si piazza in quinta posizione mentre, nel 2013, giunge terza, qualificandosi, così, per i preliminari di Europa League, dove, dopo aver superato Bangor City, Motherwell e Lech Poznan, giunge fino ai play-off, dove viene sconfitta dall'Inter per 3-0 in Islanda e per 6-0 a San Siro.
Il 4 ottobre 2014 lo Stjarnan conquista il suo primo titolo islandese; la squadra biancazzurra, seconda in classifica, gioca infatti l'ultimo incontro del torneo in trasferta contro la squadra prima in classifica, l'FH, in vantaggio di due lunghezze. Lo Stjarnan segna il gol del definitivo 2-1 al 93º minuto su calcio di rigore, dopo essere passata in vantaggio nel primo tempo, essere rimasta in 10 dal 54º minuto ed essere stata raggiunta dai padroni di casa al 64°. La vittoria dell' FH era stata considerata talmente scontata che al trofeo erano già stati applicati i nastrini bianco-neri (i colori sociali del club di Hafnarfjörður), poi sostituiti alla fine della partita con quelli bianco-blu dello Stjarnan. Nella UEFA Champions League 2015-2016, il club islandese, nel secondo turno preliminare, viene battuto con un complessivo totale di 6-1 dagli scozzesi del Celtic.
L’anno seguente al successo, il club conclude il campionato 2015 al 4º posto, mancando la qualificazione per un posto nelle competizioni europee. Nella stagione 2016, invece, il club termina al secondo posto, a 4 lunghezze dall’FH, e prende parte ai preliminari di Europa League 2017-2018; tuttavia il cammino europeo è breve, in quanto lo Shamrock Rovers, club irlandese, si impone con un doppio 1-0 in entrambi i match.
Nella Urvalsdeild del 2017, il club termina nuovamente al secondo posto, ma questa volta con ben 12 punti in meno dei campioni del Valur. Tuttavia, gli islandesi si assicurano un posto per le qualificazioni di Europa League ed eliminano gli estoni del Nomme Kalju, infliggendo un rotondo 3-0 all’andata tra le mura amiche (inutile poi il successo degli estoni per 1-0 al ritorno); nel turno seguente, invece, il FC Copenhagen schiaccia gli islandesi con un finale complessivo di 7-0 (2-0 in Islanda e 5-0 in Danimarca).
La stagione 2018 viene conclusa con il terzo posto in campionato, alle spalle dei nuovamente campioni del Valur e del Breidablik; proprio contro quest’ultimo, il 15 settembre 2018, lo Stjarnan si aggiudica la prima Coppa d’Islanda della sua storia, vincendo per 4-1 ai calci di rigore (0-0 nei 90 minuti regolamentari più i supplementari).

## Palmarès

### Calcio

#### Competizioni nazionali
- Campionato islandese: 1

2014
- Coppa d'Islanda: 1

2018
- Supercoppa d'Islanda: 2

2015, 2019
- 1. deild karla: 1

1989
- 2. deild karla: 1

1988

#### Altri piazzamenti
- Campionato islandese:

Secondo posto: 2016, 2017
Terzo posto: 2013, 2018, 2020, 2023
- Coppa d'Islanda:

Finalista: 2012, 2013
Semifinalista: 2017, 2024, 2025
- Coppa di Lega islandese:

Semifinalista: 2013, 2018, 2021, 2022
- 1. deild karla:

Promozione: 1999, 2008

### Football americano

#### Competizioni nazionali
- Campionato islandese: 1

1990

## Partecipazioni e risultati nelle coppe europee
| Stagione  | Competizione          | Turno    | Avversario      | Casa | Trasferta | Tot. |
| --------- | --------------------- | -------- | --------------- | ---- | --------- | ---- |
| 2014-2015 | UEFA Europa League    | QR1      | Bangor City     | 4-0  | 4-0       | 8-0  |
| 2014-2015 | UEFA Europa League    | QR2      | Motherwell      | 2-2  | 3-2       | 5-4  |
| 2014-2015 | UEFA Europa League    | QR3      | Lech Poznan     | 1-0  | 0-0       | 1-0  |
| 2014-2015 | UEFA Europa League    | Play-Off | Inter           | 0-3  | 0-6       | 0-9  |
| 2015-2016 | UEFA Champions League | QR2      | Celtic          | 1-4  | 0-2       | 1-6  |
| 2017-2018 | UEFA Europa League    | QR1      | Shamrock Rovers | 0-1  | 0-1       | 0-2  |
| 2018-2019 | UEFA Europa League    | QR1      | Nomme Kalju     | 3-0  | 0-1       | 3-1  |
| 2018-2019 | UEFA Europa League    | QR2      | FC Copenaghen   | 0-2  | 0-5       | 0-7  |

## Organico

### Rosa
Aggiornata al 24 aprile 2018.
| N. |                    | Ruolo | Calciatore               |
| -- | ------------------ | ----- | ------------------------ |
| 1  | Islanda (bandiera) | P     | Haraldur Björnsson       |
| 2  | Islanda (bandiera) | D     | Brynjar Gauti Guðjónsson |
| 3  | Islanda (bandiera) | D     | Jósef Kristinn Jósefsson |
| 4  | Islanda (bandiera) | D     | Jóhann Laxdal            |
| 6  | Islanda (bandiera) | C     | Þorri Geir Rúnarsson     |
| 7  | Islanda (bandiera) | A     | Guðjón Baldvinsson       |
| 8  | Islanda (bandiera) | C     | Baldur Sigurðsson        |
| 9  | Islanda (bandiera) | D     | Daníel Laxdal            |
| 10 | Islanda (bandiera) | C     | Hilmar Árni Halldórsson  |
| 11 | Islanda (bandiera) | A     | Þorsteinn Már Ragnarsson |
| 12 | Islanda (bandiera) | D     | Heiðar Ægisson           |

| N. |                        | Ruolo | Calciatore                    |
| -- | ---------------------- | ----- | ----------------------------- |
| 13 | Stati Uniti (bandiera) | P     | Terrance William Dieterich    |
| 14 | Danimarca (bandiera)   | A     | Nimo Gribenco                 |
| 16 | Islanda (bandiera)     | A     | Ævar Ingi Jóhannesson         |
| 17 | Islanda (bandiera)     | A     | Kristófer Konráðsson          |
| 18 | Islanda (bandiera)     | C     | Sölvi Snær Fodilsson          |
| 19 | Danimarca (bandiera)   | D     | Martin Rauschenberg           |
| 20 | Islanda (bandiera)     | C     | Eyjólfur Héðinsson            |
| 22 | Islanda (bandiera)     | A     | Guðmundur Steinn Hafsteinsson |
| 23 | Islanda (bandiera)     | P     | Guðjón Orri Sigurjónsson      |
| 29 | Islanda (bandiera)     | C     | Alex Þór Hauksson             |
| 30 | Islanda (bandiera)     | C     | Kári Pétursson                |